# Rypoun úhořovitý
Rypoun úhořovitý (Mormyrops anguilloides) je sladkovodní ryba, která vytváří slabé elektrické šoky pro lov potravy. Žije v afrických klidných vodách. Je to noční lovec, který loví malé rybky. Je velmi chutný.

## Popis
Tělo a hlavu má protáhlou, čenich má zaoblený a je skoro stejně široký jako hlava. Ústa jsou koncová, přičemž horní čelist je delší než dolní.
Oči má velmi malé, jsou umístěné v přední třetině hlavy. Běžně dorůstá 50–80 cm. Maximálně 150 cm a 15 kg.

## Rozšíření a výskyt
Rypoun se vyskytuje v Bílém Nilu, v jezeře Albert a v pobřežních řekách kolem guinejské oblasti. Občas se vyskytuje i v řece Kongo a v jezerech Malawi a Tanganika.
Žije při dně v teplotách 22 až 25 °C. V dospělosti má rád hluboké a klidné vody.

## Vztah k lidem
Rypoun úhořovitý je oblíbená ryba pro rybáře. Chytá se na tenký filet ryb, červů nebo krabů.
Oblíbený je z důvodu, že není potřeba na jeho lov dobré náčiní.
Při jeho lovu si musíte dát pozor na slabé elektrické šoky.